# E. E. Cummings
Edward Estlin Cummings (14 tháng 10 năm 1894 - 3 tháng 9 năm 1962), thường viết là e e cummings, là một nhà thơ, họa sĩ, nhà soạn kịch, nhà văn người Mỹ. E. E. Cummings là tác giả của hơn 900 bài thơ, nhiều vở kịch, tác phẩm hội họa và một số tiểu thuyết, được coi là một nhà thơ xuất sắc của thế kỉ 20.

## Tiểu sử
E. E. Cummings sinh ở Cambridge, Massachusetts, học Đại học Harvard trong các năm 1911-1916. Năm 1915 ông nhận bằng cử nhân (B. A.) và năm 1916 bằng thạc sĩ (M. A.). O6ng bắt đầu làm thơ từ năm 1912 và thường in thơ ở báo Harvard Monthly. Năm 1916 ông có một số bài thơ trong cuốn Eight Harvard Poets (Tám nhà thơ Harvard), cũng trong năm này ông tình nguyện sang Pháp làm lính cứu thương. Năm tháng sau khi sang Pháp, ông bị bắt giam ở trại Dépôt de Triage gần 4 tháng vì bị nghi làm gián điệp. Ký ức về những ngày tháng trong trại giam được Cummings kể lại trong tiểu thuyết The Enormous Room (Phòng to). Sau khi được trả tự do nhờ sự can thiệp của bố, Cummings trở về Mỹ và phục vụ trong quân đội đến tháng 11 năm 1918. Năm 1923 Cummings trở lại Pháp học tiếp hội họa mà trước đây đã học ở Harvard. Thời gian này Cummings đi du lịch nhiều ở châu Âu, kể cả sang Liên Xô.

## Thơ ca
Từ những tập thơ đầu Tulips and Chimneys (Hoa Tuylíp và Ống khói, 1923), Is 5 (Bằng 5, 1926) Cummings đã sử dụng kiến thức hội họa trong thơ, bắt buộc người đọc không chỉ "đọc" mà còn phải "ngắm" thơ và luôn làm đau đầu các nhà in thời đó. Thí dụ, bài thơ "a leaf falls loneliness" được viết:

l(a

le
af
fa

ll

s)
one
l

iness

E. E. Cummings không chỉ là người sáng tạo ra một phong cách thơ độc đáo mà thơ ông có nội dung sâu sắc và chất hài hước chua cay. Mặc dù vậy, trong thơ của Cummings vẫn nói nhiều về tình yêu, tình bạn và những tình cảm khác của con người.

## Tác phẩm

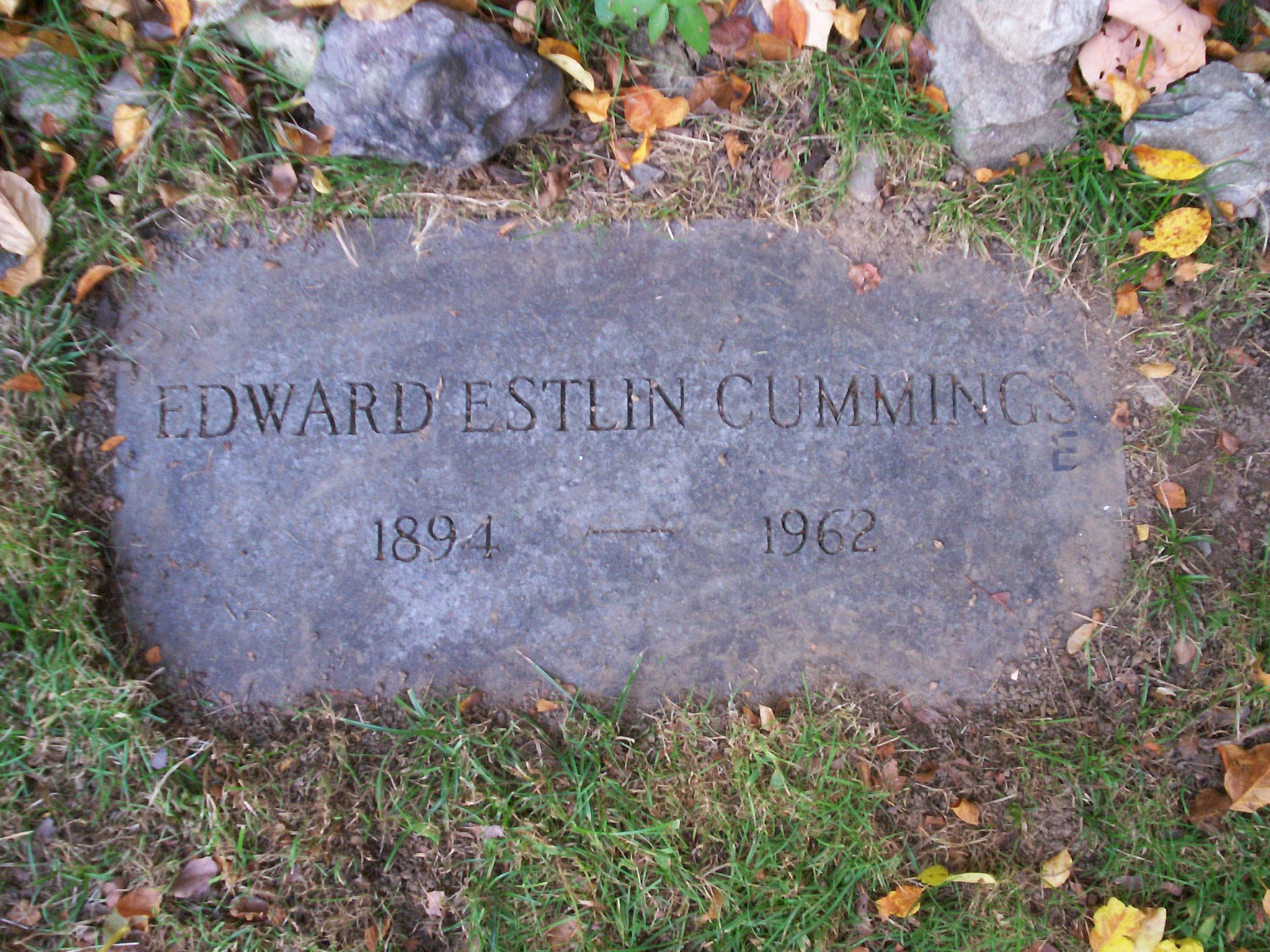
Mộ Edward Estlin Cummings

- The Enormous Room (Phòng to, 1922), tiểu thuyết
- Tulips and Chimneys (Hoa Tuylíp và Ống khói, 1923), thơ
- & (1925), thơ
- XLI Poems (1925), thơ
- is 5 (Bằng 5, 1926), thơ
- HIM (1927), kịch
- Eimi (1933), truyện
- Collected Poems (1938), thơ
- 50 Poems (1940), thơ
- 1 × 1 (1944), thơ
- Xaipe: Seventy-One Poems (1950), thơ
- Poems, 1923—1954 (1954), thơ
- 95 Poems (1958), thơ
- 73 Poems (1963, thơ

## Một số bài thơ
| plato told… plato told him: he couldn't believe it (jesus told him; he wouldn't believe it) lao tsze certainly told him, and general (yes mam) sherman; and even (believe it or not) you told him: i told him; we told him (he didn't believe it, no sir) it took a nipponized bit of the old sixth avenue el; in the top of his head: to tell him rain or hail… rain or hail sam done the best he kin till they digged his hole sam was a man stout as a bridge rugged as a bear slickern a weazel how be you (sun or snow) gone into what like all them kings you read about and on him sings a whippoorwill; heart was big as the world aint square with room for the devil and his angels too yes, sir what may be better or what may be worse and what may be clover clover clover (nobody'll know) sam was a man grinned his grin done his chores laid him down. sleep well | plato nói với anh; anh không tin (jesus nói với anh; anh không tin) lão tử dĩ nhiên nói với anh, và tướng (vâng quả vậy) sherman; còn nói nhiều hơn (anh tin hoặc không) bạn nói với anh; tôi nói với anh; chúng ta nói với anh (anh không tin, không thưa ngài) cuối cùng mảnh đạn nhật làm từ sắt của đường hầm số sáu rơi trên đầu anh; mới nói được với anh. sam là một con người mưa dông hay mưa đá sam làm xong mới thôi làm những gì có thể khi còn sống trên đời sam là một con người chắc khỏe như cây cầu vạm vỡ như con gấu như con chuột – nhanh nhảu cũng giống như anh thôi (tuyết hay là mặt trời) đi về cõi hư vô như tất cả ông vua còn anh rồi sẽ đọc và chim sẽ thổn thức chim đớp muỗi nhớ về con tim từng rộng mở như thế giới mênh mông có chỗ cho thiên thần có chỗ cho quỷ sứ vâng, thưa ngài đúng thế điều gì sẽ tốt hơn hay điều gì xấu hơn không một ai có thể biết được cho rõ rành (không một ai có thể) sam là một con người cười xếch đến mang tai làm việc như quỷ sứ khi còn sống trên đời yên giấc nhé, sam ơi Bản dịch của Nguyễn Viết Thắng |